# ICOLD-Kriterium
Das ICOLD-Kriterium entscheidet darüber, ob eine Talsperre eine „große“ Talsperre ist.
Die Internationale Kommission für große Talsperren (ICOLD/CIGB) führt ein Verzeichnis der großen Talsperren der ganzen Welt. Sie müssen das ICOLD-Kriterium erfüllen, um in die Liste zu kommen.
Eine Talsperre ist eine „große Talsperre“, wenn:
- Höhe > 15 m vom tiefsten Punkt der Gründung bis zur Bauwerkskrone oder
- Höhe > 5 m und < 15 m und Stauinhalt > 3 Mio. m³.

Die nationalen Talsperren-Komitees jedes Landes melden dem ICOLD die großen Talsperren ihres Landes und sind somit selbst für die Angaben verantwortlich. Momentan werden 58713 („mehr als 55.000“.) Talsperren im ICOLD-Register geführt. 2004 gab es weltweit „mehr als 45.000 Großstaudämme.“

## Andere Definitionen
„Große Talsperren“ sind in Österreich Talsperren mit einer Höhe über Gründungssohle > 15 m oder einem Speicherinhalt > 500.000 m³.